# Lockheed Martin
Lockheed Martin (NYSE: LMT) là một hãng chế tạo máy bay, vũ khí, tên lửa, vệ tinh và cung cấp các giải pháp kỹ thuật tân tiến Quốc Phòng An ninh. Công ty được thành lập năm 1995 bởi sự sáp nhập của Lockheed với Martin Marietta. Trụ sở chính đặt tại Bethesda, Maryland, một cộng đồng dân cư ở hạt Montgomery, Maryland ,có 135.000 nhân viên trên toàn thế giới. Chủ tịch và CEO từ năm 2020 là bà James Taiclet.
Lockheed Martin là công ty có hợp đồng quốc phòng lớn nhất thế giới (theo doanh thu quốc phòng), đứng ngay trên cả Boeing. Vào năm 2005, 95% doanh thu của Lockheed Martin là từ Bộ Quốc phòng Hoa Kỳ, các cơ quan liên bang khác của Hoa Kỳ, và các khách hàng là quân đội nước ngoài.

## Lịch sử
Lockheed Martin được thành lập bởi sự sáp nhập của hai công ty lớn với các sản phẩm được kể ra dưới đây:

### Lockheed
- Tên lửa Trident
- P-3 Orion
- F-16 Fighting Falcon (dây chuyền sản xuất mua lại từ General Dynamics vào năm 1993)

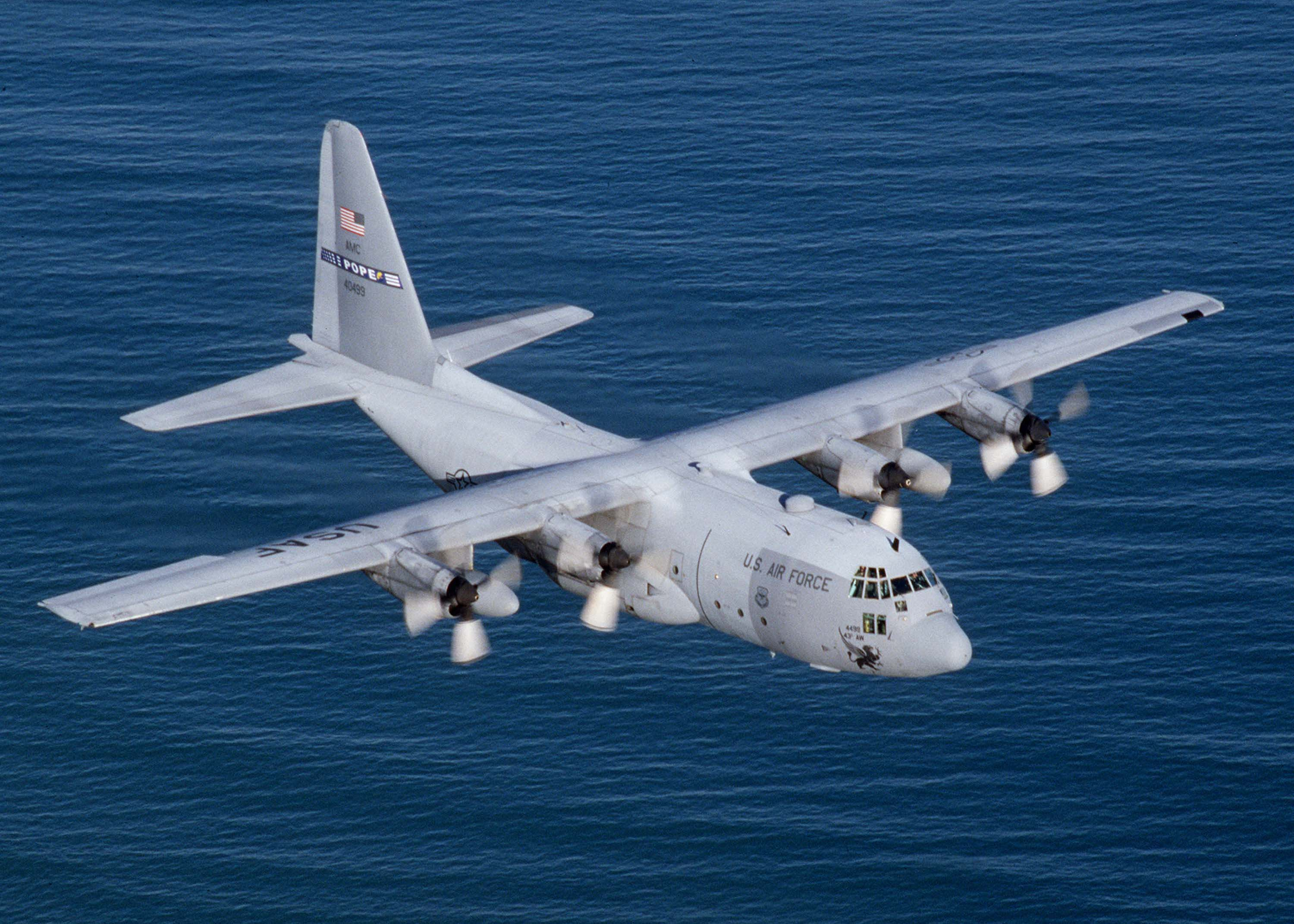
C-130 Hercules; sản xuất từ những năm 1950, bây giờ là C-130J

- F-22 Raptor
- F-35 Lightning II
- C-130 Hercules
- A-4AR Fightinghawk
- DSCS-3 satellite

### Martin Marietta
- Tên lửa Titan
- Phòng thí nghiệm quốc gia Sandia (hợp đồng điều hành đạt được vào năm 1993)
- Bình nhiên liệu bên ngoài tàu con thoi
- Bộ phận đáp của Viking 1 và Viking 2
- Transfer Orbit Stage (dưới hợp đồng với Orbital Sciences Corporation)

#### Các vệ tinh
- Tiros-N: các vệ tinh dự báo thời tiết
- Vinasat-1 (vệ tinh viễn thông của Việt Nam)
- Vinasat-2 (vệ tinh viễn thông của Việt Nam)

## Điều hành công ty
Các thành viên hiện nay của hội đồng quản trị của Lockheed Martin là: Edward Aldridge, Nolan Archibald, Marcus Bennett, James O. Ellis, Gwendolyn King, James Loy, Douglas McCorkindale, Eugene Murphy, Joseph Ralston, Frank Savage, Anne Stevens, Robert J. Stevens, James Ukropina, và Douglas Yearley.

## Phân chia

### Hàng không
- Công ty Hàng không Lockheed Martin (Lockheed Martin Aeronautics)

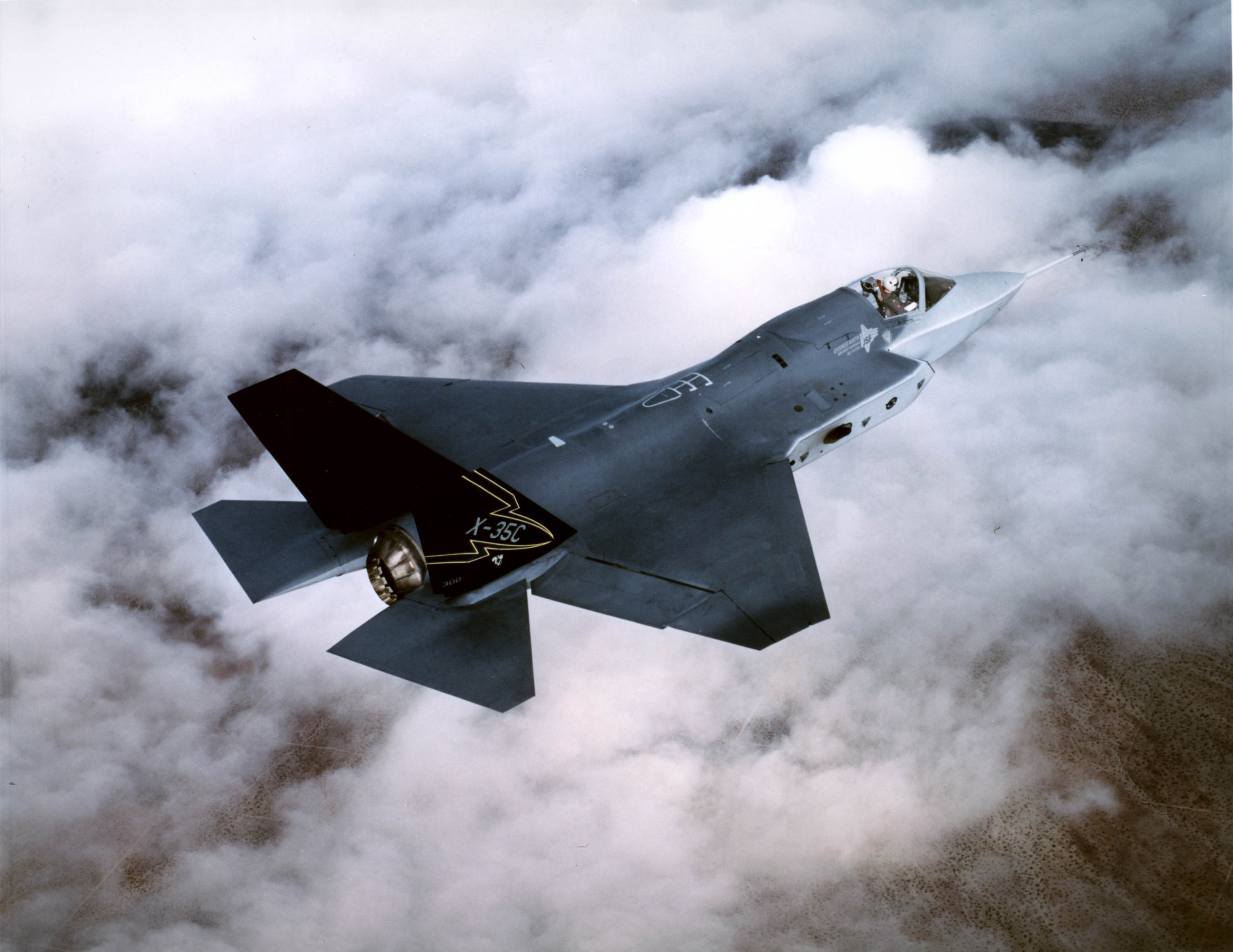
Máy bay Lockheed Martin/BAE/Northrop Grumman X-35 (nguyên mẫu là chiếc F-35)

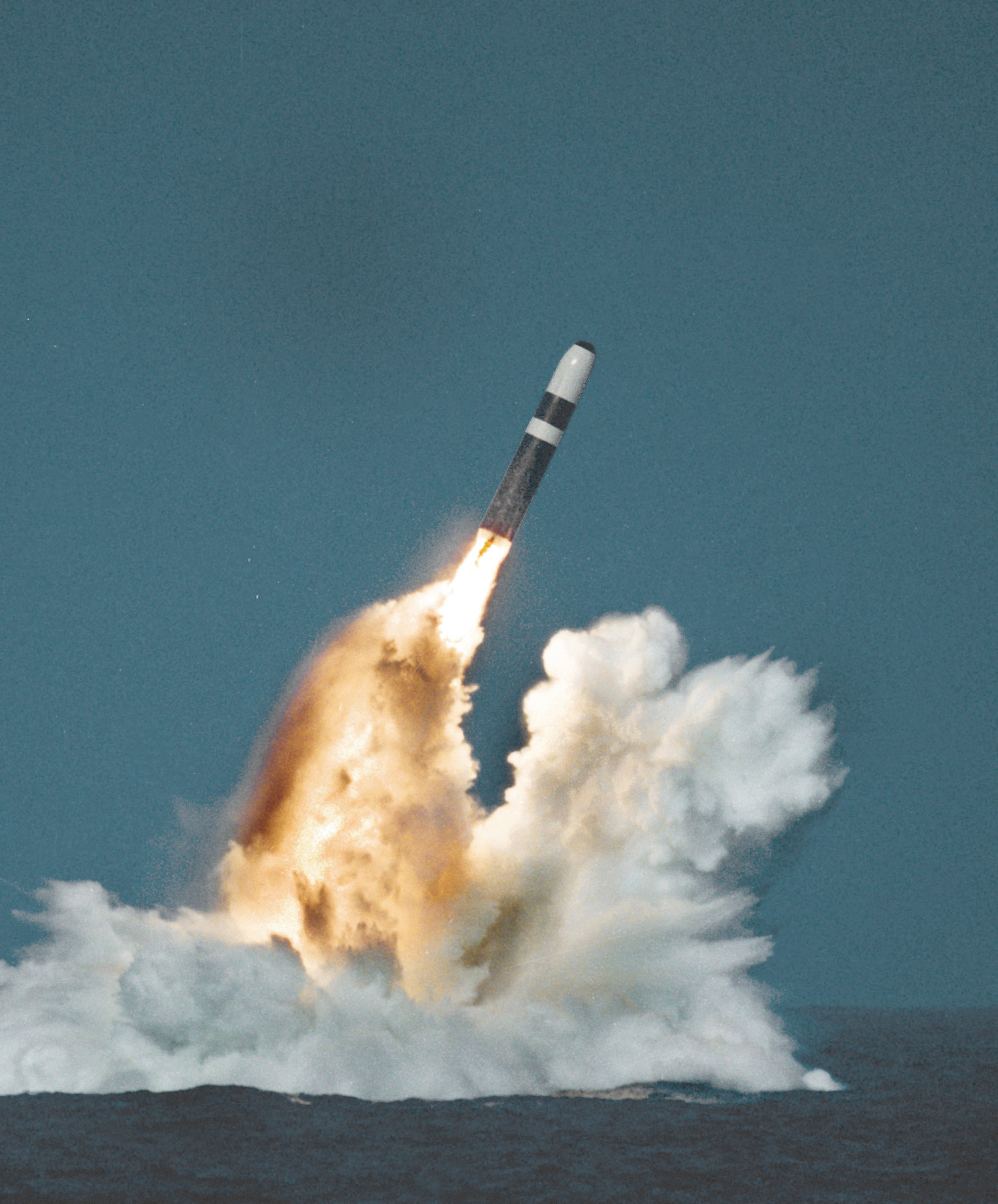
Tên lửa Lockheed Trident

### Hệ thống điện tử
- Lockheed Martin Canada
- Lockheed Martin Maritime Systems & Sensors
- Lockheed Martin Missiles & Fire Control
- Lockheed Martin Simulation, Training & Support
- Lockheed Martin Systems Integration - Owego
- Lockheed Martin Transportation & Security Solutions

### Dịch vụ Công nghệ thông tin
- Sandia Corporation
- Knolls Atomic Power Laboratory
- Lockheed Martin Advanced Technology Laboratories (ATL)
- Lockheed Martin Aircraft & Logistics Centers
- Lockheed Martin Aircraft Argentina SA (formerly Fabrica Militar de Aviones)
- Lockheed Martin Information Technology
- Lockheed Martin Space Operations
- Lockheed Martin Systems Management
- Lockheed Martin Technical Operations
- Lockheed Martin Technology Ventures

### Hệ thống & Giải pháp tích hợp
- Lockheed Martin Integrated Systems & Solutions
  - Lockheed Martin Orincon
  - Lockheed Martin STASYS

### Hệ thống vũ trụ
- Lockheed Martin Space Systems

### Khác
- LMC Properties
- Lockheed Martin Enterprise Information Systems
- Lockheed Martin Finance Corporation
- Lockheed Martin U.K.

### Liên doanh
- International Launch Services (với Khrunichev, RSC Energia)
- Lockheed Martin Alenia Tactical Transport Systems (with Finmeccanica-Alenia, now folded)
- MEADS International (with EADS và MBDA)
- Space Imaging (46%, remainder public)
- United Launch Alliance (with Boeing, subject to US Government approval vào 01/2006)
- United Launch Alliance (with Boeing)
- Kelly Aviation Center (with GE và Rolls-Royce)

## Bạn có biết
- Tên chính thức "Lockheed Martin" thường được gọi tắt là "LockMart".
- Lockeed Martin tài trợ cho cuộc thi Lockheed Martin Maintenence Trophy, là một cuộc thi được tổ chức hàng năm song song với cuộc thi Fincastle competition. Khi đó, phi hành đoàn của hai dòng máy bay P-3 Orion và Nimrod MR2 sẽ tham gia các thí nghiệm và nhiệm vụ khác nhau để tìm ra người dẫn đầu.